# Mongolian Football Federation

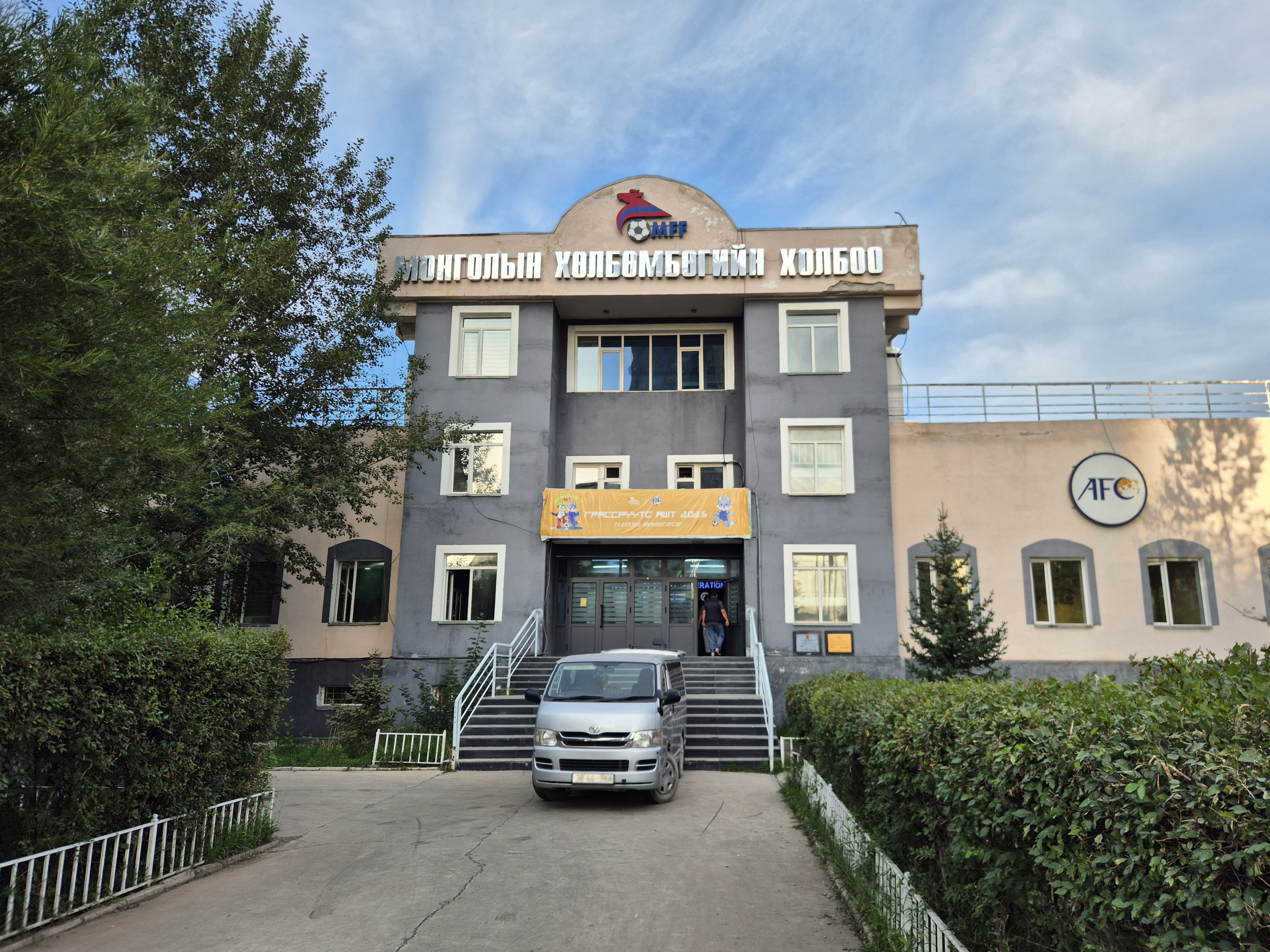
Mongolian Football Federation

Die Mongolian Football Federation (MFF; mongolisch Монголын хөлбөмбөгийн холбоо Mongolyn Khölbömbögiin Kholboo, МХБХ) ist der Dachverband des Fußballs in der Mongolei. Der Verband wurde 1959 gegründet, trat 1997 der AFC und 1998 der FIFA bei.